# Primera División 2010-2011 (Argentina)
La Primera División 2010-2011 è stata l'81ª edizione del massimo torneo calcistico argentino e la 21ª ad essere disputata con la formula dei tornei di Apertura e Clausura. Nel torneo di Apertura 2010, iniziato il 6 agosto 2010, si impose l'Estudiantes dell'allenatore Alejandro Sabella.

## Squadre partecipanti
Atlético Tucumán e Chacarita Juniors, retrocesse nella stagione precedente, vengono rimpiazzate dalle neo-promosse Olimpo e Quilmes. La terza squadra promossa è l'All Boys, che ha superato il Rosario Central nello spareggio promozione/retrocessione.
| Squadra            | Città        |
| ------------------ | ------------ |
| All Boys           | Buenos Aires |
| Argentinos Juniors | Buenos Aires |
| Arsenal Sarandí    | Sarandí      |
| Banfield           | Banfield     |
| Boca Juniors       | Buenos Aires |
| Colón (SF)         | Santa Fe     |
| Estudiantes (LP)   | La Plata     |
| Gimnasia (LP)      | La Plata     |
| Godoy Cruz         | Godoy Cruz   |
| Huracán            | Buenos Aires |

| Squadra           | Città        |
| ----------------- | ------------ |
| Independiente     | Avellaneda   |
| Lanús             | Lanús        |
| Newell's Old Boys | Rosario      |
| Olimpo            | Bahía Blanca |
| Quilmes           | Quilmes      |
| Racing Club       | Avellaneda   |
| River Plate       | Buenos Aires |
| San Lorenzo       | Buenos Aires |
| Tigre             | Victoria     |
| Vélez Sarsfield   | Buenos Aires |

## Torneo Apertura
Il torneo di Apertura 2010 è iniziato il 6 agosto 2010 ed è terminato il 13 dicembre 2010 con la vittoria dell'Estudiantes.

### Classifica finale
|  | Pos. | Squadra            | Pt | G  | V  | N | P  | GF | GS | DR  |
|  | ---- | ------------------ | -- | -- | -- | - | -- | -- | -- | --- |
|  | 1.   | Estudiantes (LP)   | 45 | 19 | 14 | 3 | 2  | 32 | 8  | +24 |
|  | 2.   | Vélez Sarsfield    | 43 | 19 | 12 | 4 | 3  | 33 | 9  | +24 |
|  | 3.   | Arsenal Sarandí    | 32 | 19 | 9  | 5 | 5  | 22 | 19 | +3  |
|  | 4.   | River Plate        | 31 | 19 | 8  | 7 | 4  | 21 | 18 | +3  |
|  | 5.   | Godoy Cruz         | 29 | 19 | 7  | 8 | 4  | 31 | 24 | +7  |
|  | 6.   | Racing Club        | 29 | 19 | 8  | 5 | 6  | 25 | 18 | +7  |
|  | 7.   | Lanús              | 28 | 19 | 8  | 4 | 7  | 20 | 25 | -5  |
|  | 8.   | All Boys           | 26 | 19 | 7  | 5 | 7  | 24 | 23 | +1  |
|  | 9.   | Newell's Old Boys  | 26 | 19 | 6  | 8 | 5  | 13 | 12 | +1  |
|  | 10.  | Colón (SF)         | 26 | 19 | 7  | 5 | 7  | 21 | 29 | -8  |
|  | 11.  | Tigre              | 25 | 19 | 7  | 4 | 8  | 24 | 24 | 0   |
|  | 12.  | Boca Juniors       | 25 | 19 | 7  | 4 | 8  | 20 | 20 | 0   |
|  | 13.  | Argentinos Juniors | 24 | 19 | 6  | 6 | 7  | 22 | 21 | +1  |
|  | 14.  | San Lorenzo        | 24 | 19 | 6  | 6 | 7  | 18 | 20 | -2  |
|  | 15.  | Banfield           | 20 | 19 | 4  | 8 | 7  | 20 | 19 | +1  |
|  | 16.  | Quilmes            | 19 | 19 | 4  | 7 | 8  | 14 | 23 | -9  |
|  | 17.  | Olimpo             | 18 | 19 | 5  | 3 | 11 | 18 | 26 | -8  |
|  | 18.  | Huracán            | 16 | 19 | 4  | 4 | 11 | 16 | 33 | -17 |
|  | 19.  | Gimnasia (LP)      | 15 | 19 | 3  | 6 | 10 | 13 | 23 | -10 |
|  | 20.  | Independiente      | 14 | 19 | 2  | 8 | 9  | 13 | 26 | -13 |

### Classifica marcatori
|  | Gol | Rigori | Marcatore           | Squadra            |
|  | --- | ------ | ------------------- | ------------------ |
|  | 11  | 3      | Santiago Silva      | Vélez Sarsfield    |
|  | 11  | 1      | Denis Stracqualursi | Tigre              |
|  | 10  | 1      | Juan Martínez       | Vélez Sarsfield    |
|  | 8   | 0      | Martín Palermo      | Boca Juniors       |
|  | 8   | 0      | David Ramírez       | Godoy Cruz         |
|  | 8   | 4      | Mauro Matos         | All Boys           |
|  | 7   | 0      | Mauro Óbolo         | Arsenal Sarandí    |
|  | 6   | 0      | Jairo Castillo      | Godoy Cruz         |
|  | 6   | 0      | Gabriel Hauche      | Racing Club        |
|  | 6   | 2      | Gastón Fernández    | Estudiantes (LP)   |
|  | 5   | 0      | Jonathan Cristaldo  | Vélez Sarsfield    |
|  | 5   | 0      | Esteban Fuertes     | Colón (SF)         |
|  | 5   | 0      | Juan José Morales   | Quilmes            |
|  | 5   | 0      | Franco Niell        | Argentinos Juniors |
|  | 5   | 0      | Lucas Viatri        | Boca Juniors       |
|  | 5   | 1      | Giovanni Moreno     | Racing Club        |
|  | 5   | 1      | Mariano Pavone      | River Plate        |
|  | 5   | 2      | Luciano Leguizamón  | Arsenal Sarandí    |
|  |     |        |                     |                    |

## Torneo Clausura Néstor Kirchner
Il torneo di Clausura Néstor Kirchner 2011 è iniziato l'11 febbraio 2011 e si è concluso con la vittoria del Vélez Sársfield.

### Classifica finale
|  | Pos. | Squadra            | Pt | G  | V  | N | P  | GF | GS | DR  |
|  | ---- | ------------------ | -- | -- | -- | - | -- | -- | -- | --- |
|  | 1.   | Vélez Sarsfield    | 39 | 19 | 12 | 3 | 4  | 36 | 17 | +19 |
|  | 2.   | Lanús              | 35 | 19 | 10 | 5 | 4  | 29 | 16 | +13 |
|  | 3.   | Godoy Cruz         | 34 | 19 | 10 | 4 | 5  | 33 | 28 | +5  |
|  | 4.   | Olimpo             | 30 | 19 | 8  | 6 | 5  | 28 | 23 | +5  |
|  | 5.   | Argentinos Juniors | 30 | 19 | 7  | 9 | 3  | 16 | 11 | +5  |
|  | 6.   | Independiente      | 29 | 19 | 7  | 8 | 4  | 30 | 20 | +10 |
|  | 7.   | Boca Juniors       | 28 | 19 | 7  | 7 | 5  | 24 | 22 | +2  |
|  | 8.   | Banfield           | 27 | 19 | 7  | 6 | 6  | 24 | 24 | 0   |
|  | 9.   | River Plate        | 26 | 19 | 6  | 8 | 5  | 15 | 15 | 0   |
|  | 10.  | Arsenal Sarandí    | 25 | 19 | 6  | 7 | 6  | 25 | 22 | +3  |
|  | 11.  | Tigre              | 25 | 19 | 6  | 7 | 6  | 25 | 26 | -1  |
|  | 12.  | All Boys           | 25 | 19 | 7  | 4 | 8  | 14 | 19 | -5  |
|  | 13.  | Estudiantes (LP)   | 24 | 19 | 6  | 6 | 7  | 18 | 19 | -1  |
|  | 14.  | San Lorenzo        | 23 | 19 | 5  | 8 | 6  | 19 | 17 | +2  |
|  | 15.  | Racing Club        | 23 | 19 | 7  | 2 | 10 | 25 | 26 | -1  |
|  | 16.  | Colón (SF)         | 21 | 19 | 6  | 3 | 10 | 20 | 27 | -7  |
|  | 17.  | Quilmes            | 20 | 19 | 5  | 5 | 9  | 24 | 27 | -3  |
|  | 18.  | Gimnasia (LP)      | 18 | 19 | 3  | 9 | 7  | 19 | 25 | -6  |
|  | 19.  | Newell's Old Boys  | 16 | 19 | 4  | 4 | 11 | 16 | 32 | -16 |
|  | 20.  | Huracán            | 14 | 19 | 3  | 5 | 11 | 18 | 42 | -24 |

### Classifica marcatori
|  | Gol | Rigori | Marcatore           | Squadra         |
|  | --- | ------ | ------------------- | --------------- |
|  | 11  | 2      | Javier Cámpora      | Huracán         |
|  | 11  | 0      | Teófilo Gutiérrez   | Racing Club     |
|  | 10  | 1      | Denis Stracqualursi | Tigre           |
|  | 9   | 0      | Esteban Fuertes     | Colón (SF)      |
|  | 9   | 0      | Mauro Óbolo         | Arsenal Sarandí |
|  |     |        |                     |                 |

## Retrocessioni
Retrocedono in Primera B Nacional le due squadre con la peggior media punti. La terzultima e la quartultima giocano uno spareggio promozione/retrocessione con la terza e la quarta della Primera B Nacional.
| #  | Squadra            | 2008–09 | 2009–10 | 2010–11 | Totale Punti | G   | Media Punti |
| -- | ------------------ | ------- | ------- | ------- | ------------ | --- | ----------- |
| 1  | Vélez Sarsfield    | 66      | 61      | 82      | 209          | 114 | 1.833       |
| 2  | Lanús              | 75      | 60      | 63      | 198          | 114 | 1.737       |
| 3  | Estudiantes (LP)   | 57      | 71      | 69      | 197          | 114 | 1.728       |
| 4  | Banfield           | 46      | 73      | 47      | 166          | 114 | 1.456       |
| 5  | Godoy Cruz         | 49      | 53      | 63      | 165          | 114 | 1.447       |
| 6  | Argentinos Juniors | 38      | 73      | 54      | 165          | 114 | 1.447       |
| 7  | Newell's Old Boys  | 52      | 69      | 42      | 163          | 114 | 1.43        |
| 8  | San Lorenzo        | 63      | 52      | 47      | 162          | 114 | 1.421       |
| 9  | Boca Juniors       | 61      | 47      | 53      | 161          | 114 | 1.412       |
| 10 | Colón (SF)         | 57      | 55      | 47      | 159          | 114 | 1.395       |
| 11 | All Boys           | 0       | 0       | 51      | 51           | 38  | 1.342       |
| 12 | Racing Club        | 52      | 46      | 52      | 150          | 114 | 1.316       |
| 13 | Independiente      | 39      | 68      | 43      | 150          | 114 | 1.316       |
| 14 | Arsenal Sarandí    | 46      | 46      | 57      | 149          | 114 | 1.307       |
| 15 | Tigre              | 62      | 32      | 50      | 144          | 114 | 1.263       |
| 16 | Olimpo             | 0       | 0       | 48      | 48           | 38  | 1.263       |
| 17 | River Plate        | 41      | 43      | 57      | 141          | 114 | 1.237       |
| 18 | Gimnasia (LP)      | 55      | 37      | 33      | 125          | 114 | 1.096       |
| 19 | Huracán            | 58      | 37      | 30      | 125          | 114 | 1.096       |
| 20 | Quilmes            | 0       | 0       | 39      | 39           | 38  | 1.026       |

Aggiornato al 18 giugno 2011. Fonte: AFA

### Spareggio retrocessione Primera
Huracán e Gimnasia La Plata arrivate con lo stesso coefficiente punti a fine stagione hanno affrontato uno spareggio per determinare quale squadra sarebbe retrocessa direttamente in Primera B Nacional. L'incontro è stato disputato il 22 giugno 2011 allo stadio Estadio Alberto J. Armando di Buenos Aires.
| Squadra 1 | Risultato | Squadra 2     |
| --------- | --------- | ------------- |
| Huracán   | 0 - 2     | Gimnasia (LP) |

L'Huracán retrocede in Primera B Nacional, mentre il Gimnasia La Plata accede ai play-off.

### Retrocessione
| Squadra 1                          | Totale                             | Squadra 2                          | Andata                             | Ritorno                            |
| Retrocessione/promozione playoff 1 | Retrocessione/promozione playoff 1 | Retrocessione/promozione playoff 1 | Retrocessione/promozione playoff 1 | Retrocessione/promozione playoff 1 |
| ---------------------------------- | ---------------------------------- | ---------------------------------- | ---------------------------------- | ---------------------------------- |
| San Martín (SJ)                    | 2 - 1                              | Gimnasia (LP)                      | 1 - 0                              | 1 - 1                              |
| Retrocessione/promozione playoff 2 |                                    |                                    |                                    |                                    |
| Belgrano                           | 3 - 1                              | River Plate                        | 2 - 0                              | 1 - 1                              |

Gimnasia La Plata e - per la prima volta nella sua storia - River Plate retrocedono in Primera B Nacional.